# Gloria Foster
Gloria Foster (Chicago, 15 november 1933 - New York, 29 september 2001) was een Amerikaans actrice. Ze was vooral bekend door haar rol als 'the Oracle' in de eerste twee delen van de the Matrix-films.
Foster was te zien als 'the Oracle' in de eerste twee Matrix-films, maar overleed aan diabetes tijdens de opname van deel 2, The Matrix Reloaded. Hierop kreeg een andere actrice, Mary Alice, de rol in deel 3 (The Matrix Revolutions).
- International Standard Name Identifier: 0000 0001 1681 6096
- Library of Congress Control Number: no97059236
- MusicBrainz: b674ff63-c6f9-4731-b2a5-65f1472e729a
- Nationale Bibliotheek van Tsjechië: xx0079532
- Nationale Bibliotheek van Israël: 987007428768105171
- Virtual International Authority File: 85824289
- WorldCat: E39PBJhhtymFHjhGDmdjC6qYT3